# IC 3054
IC 3054 ist eine elliptische Zwerggalaxie vom Hubble-Typ dE im Sternbild Coma Berenices am Nordsternhimmel. Sie ist schätzungsweise 56 Mio. Lichtjahre von der Milchstraße entfernt und hat einen Durchmesser von etwa 5.000 Lj. Unter der Katalognummer VCC 109  zählt sie zum Virgo-Galaxienhaufen.

Im selben Himmelsareal befinden sich u. a. die Galaxien NGC 4189, IC 3059, IC 3062, IC 3066.
Das Objekt wurde am 7. Mai 1904 von Royal Harwood Frost entdeckt.